# Cantone di Coussey
Il Cantone di Coussey era una divisione amministrativa dell'arrondissement di Neufchâteau.
È stato soppresso a seguito della riforma complessiva dei cantoni del 2014, che è entrata in vigore con le elezioni dipartimentali del 2015.
Comprendeva i comuni di:
- Autigny-la-Tour
- Autreville
- Avranville
- Chermisey
- Clérey-la-Côte
- Coussey
- Domrémy-la-Pucelle
- Frebécourt
- Greux
- Harmonville
- Jubainville
- Martigny-les-Gerbonvaux
- Maxey-sur-Meuse
- Midrevaux
- Moncel-sur-Vair
- Punerot
- Ruppes
- Seraumont
- Sionne
- Soulosse-sous-Saint-Élophe
- Tranqueville-Graux